# Santonio Holmes
Santonio Holmes (født 3. marts 1984) er en amerikansk fodbold-spiller fra USA, der pt. er free agent. Han spiller positionen wide receiver, og har tidligere spillet en årrække i NFL hos henholdsvis Pittsburgh Steelers og New York Jets.
Han vandt Super Bowl XLIII med Steelers, og blev kåret til kampens MVP, mest værdifulde spiller.